# ФК Косовац
ФК Косовац је фудбалски клуб из Прокупља, Србија и тренутно се такмичи у Топличкој окружној лиги, петом такмичарском нивоу српског фудбала. Клуб је основан 1983. године.